# Victor L. King
Victor Louis King (* 1886; † 1958) war ein US-amerikanischer Chemiker.
Victor L. King war Doktorand des Nobelpreisträgers Alfred Werner in Zürich. Dort gelang ihm die Entdeckung chiraler Komplexverbindungen (in diesem Fall bei einem Kobalt-Komplex). Danach hatte Werner lange – über ein Jahrzehnt – gesucht und er war darüber angeblich so glücklich, dass er fremde Leute auf der Straße ansprach, um ihnen darüber zu berichten. Das führte zu einer der wichtigsten Publikationen von Werner.
King promovierte 1912 bei Werner. Er war danach ein erfolgreicher Industriechemiker in den USA. Er arbeitete für Calco (später Teil von American Cyanamid). Sein Hauptarbeitsgebiet waren Farbstoffe und damit verbundene Technologie. Wie auch viele andere ausländische Studenten von Werner befasste er sich später nicht mehr mit Komplexchemie.

## Schriften
- mit Werner: Zur Kenntnis des asymmetrischen Kobaltatoms I, Berichte Deutsche Chemische Gesellschaft, Band 44, 1911, S. 1887–1898, wieder abgedruckt in G. B. Kauffman, Classics in Coordination Chemistry, Band 1, Dover